# Los ojos
Los ojos es el cuarto y último álbum de estudio de Spinetta y los Socios del Desierto, editado en 1999. La tapa del álbum tiene la particularidad de que el título del álbum está impreso en relieve simulando ser sistema Braille. El álbum, además de estar dedicado "Para mi amor, Carolina" (por la modelo Carolina Peleritti)",también está dedicado a los ciegos, a los que ven y a los que no quieren ver. 
En contraste con los 2 trabajos anteriores, aquí el grupo se enfoca mucho más al pop electrónico, y Spinetta prescinde de utilizar al máximo el poder del grupo, privilegiando la voz por sobre las melodías. Es un disco introspectivo, con canciones lentas, melancólicas y dolorosas. Spinetta separaría al grupo en el año 2000, pero sus integrantes continuarían como músicos invitados, Torres hasta Silver Sorgo (2001), y Wirtz hasta Para los árboles (2003).

## Temas
Vera Spinetta, al ser consultada sobre como se sentía al saber que su padre le había dedicado una canción, respondió: "Sí, se llama 'Vera', está en el CD de 1999 Los ojos. Cuando la compuso y me la mostró no me gustó. Creo que tenía un rechazo hacia la música; eran todos músicos y pensaba "bueno, basta, hay que cortar un poco con esto". ¿Qué pasó después? Me costó entender que él fuera un artista tan importante. Entonces me cuestionaba '¿por qué a mi papá lo conoce todo el mundo? Si es mi papá, no el tuyo'. Después logré entender con profundidad su música y ahora soy su fan".

## Lista de temas
Todos los temas pertenecen a Luis Alberto Spinetta
1. «Ven vení» (5:07)
2. «Ave seca» (4:42)
3. «Donde no se lee» (4:12)
4. «Extiéndete una vez más» (6:35)
5. «No me alcanza» (4:27)
6. «Ekathe I» (1:49)
7. «Nombrala» (5:33)
8. «Bahía final» (5.52)
9. «Perdido en ti» (6:35)
10. «Bagatelle» (5:11)
11. «Ekathe II» (2:03)
12. «La flor» (4:42)
13. «Guiame» (5:05)
14. «Vera» (4:09)

## Músicos
- Luis Alberto Spinetta: VG 8, guitarras, voces y ruidos de medallita.
- Daniel Wirzt: Batería y andamio de cuarzo.
- Marcelo Torres: Bajo de 6 y bajo de 6 fretless.

## Invitados
- Carlos Villavicencio: Arreglos y dirección de orquesta.
- Claudio Cardone: Teclados.
- Didi Gutman: Teclados.
- Graciela Cosceri: Coros.
- Javier Malosetti: Solo de guitarra acústica en La flor.
- Juan Carlos "Mono" Fontana: Teclados.
- Nico Cota: Percusión.
- Tweety González: Programación.